# Cinthia Ribeiro

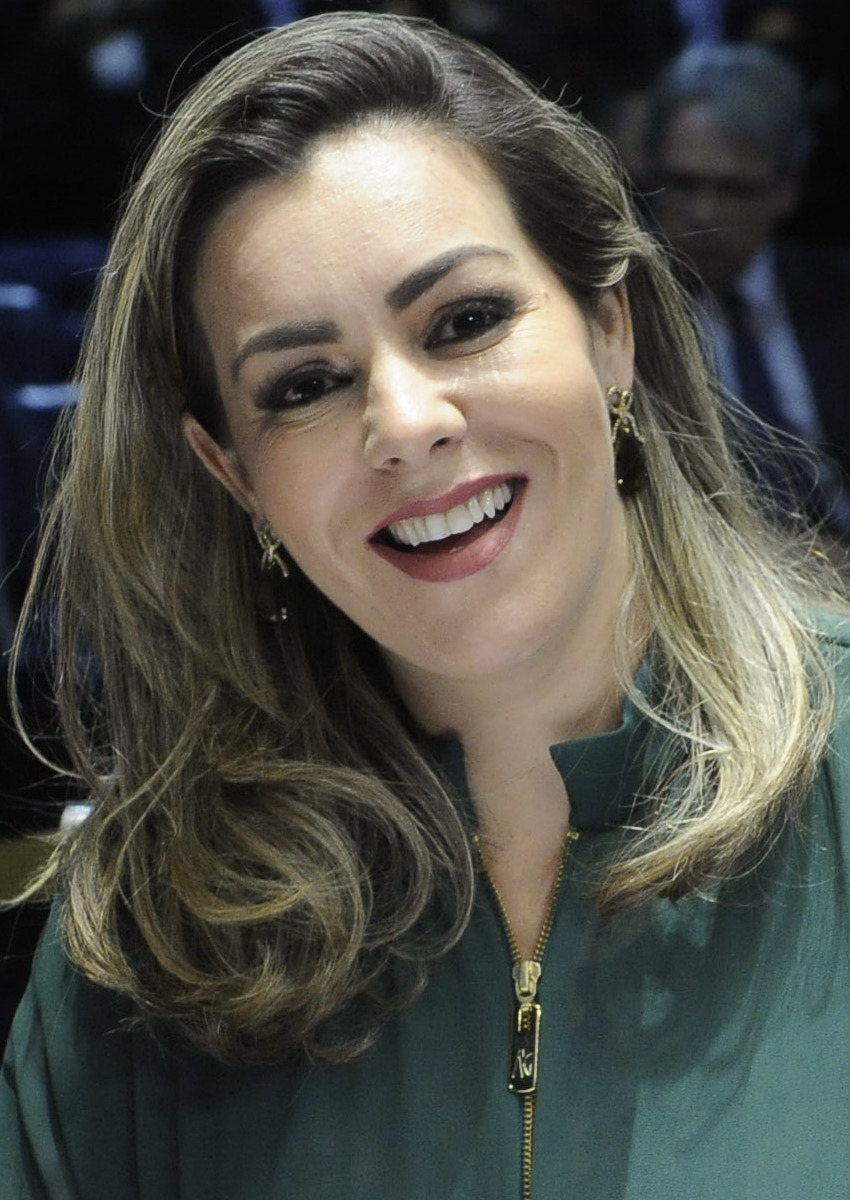
Cinthia Ribeiro, 2019

Cinthia Alves Caetano Ribeiro (* 30. Dezember 1976 in Anápolis, Goiás) ist eine brasilianische Politikerin, Logopädin und Geschäftsfrau, die der Partei Partido da Social Democracia Brasileira (PSDB) angehört. Sie ist seit 2018 Stadtpräfektin (Bürgermeisterin) von Palmas, der Hauptstadt des Bundesstaates Tocantins.

## Leben
Ribeiro studierte an der privaten Universidade Paulista (UNIP) in São Paulo. Sie war mit dem 2013 verstorbenen ehemaligen Senator João Ribeiro verheiratet.

## Politische Laufbahn
Sie war zunächst von 2006 bis 2013 Mitglied des Partido da República (PR), der heute Partido Liberal (PL) heißt, von 2013 bis 2015 war sie Mitglied bei den Podemos (PODE), umbenannt von Partido Trabalhista Nacional (PTN), um dann ab 2015 in den Partido da Social Democracia Brasileira einzutreten.
2014 kandidierte sie als Vizegouverneurin von Tocantins neben Ataídes Oliveira, beide waren nicht erfolgreich. Bei der Kommunalwahl in Brasilien 2016 erreichte sie den Platz als Stellvertretende Bürgermeisterin in Palmas neben Carlos Amastha (* 1960), dessen Amt sie 2018 wegen dessen vorzeitiger Amtsabgabe übernahm.
Bei der Kommunalwahl in Brasilien 2020 erreichte sie mit 36,22 % der gültigen Stimmen am 15. November 2020 die Wiederwahl zur Stadtpräfektin bis 2024. Palmas hatte 2020 etwas über 306.000 Einwohner, aber mit unter 200.000 Wählern zu wenig für eine Stichwahl, somit reichte ihr der erste Wahlgang zum Sieg.